# Штангеєва Надія Іванівна
Штангеєва Надія Іванівна (19 вересня 1945, Ворожба, СРСР) — український фахівець у галузі технології цукру, доктор технічних наук, професор.

## Наукова діяльність
Навчалась у Сумському технікумі харчової промисловості (1959-1963 рр.) та Київському технологічному інституті харчової промисловості (1966-1971 рр.) 
У 1979 році захистила дисертацію на здобуття наукового ступеня кандидата технічних наук за спеціальністю "Технологія цукристих речовин та продуктів бродіння".
У 1996 році захистила дисертацію на тему «Удосконалення та розробка технологій виробництва кристалічного цукру та рідких цукропродуктів», ставши першою жінкою, яка отримала науковий ступінь доктора наук за спеціальністю "Технологія цукристих речовин та продуктів бродіння". 
З 1996 по 2001 рік обіймала посаду завідувача кафедри технології цукристих речовин НУХТ, з 2001 по 2007 рік - професор цієї ж кафедри.
У 2007-2013 роках Штангеєва Надія Іванівна - професор кафедри готельно-ресторанного бізнесу Київського національного університету культури і мистецтв. 
З 2014 по 2016 рік працювала завідувачем кафедри технології і організації ресторанного господарства Чернівецького торговельно-економічного інституту Київського національного торговельно-економічного університету. 
Була науковим керівником та консультантом дисертаційних робіт 1 доктора і 6 кандидатів технічних наук.
За результатами досліджень опубліковано понад 250 наукових праць, у тому числі підручники, навчальні посібники і колективні монографії:
- Штангеєва Н.І. Методи контролю харчових виробництв/ Штангеєва Н.І., Чернявська Л.І., Рева Л.П., Ліпєц А.А., Клименко Л.С., Олянська С.П., Логвін В.М., Чагайда А.О., Виговський В.Ю. - К.: УДУХТ, 2000.
- Штангеєва Н.І., Чернявська Л.І., Рева Л.П., Лагода В.А. Технологічний облік у цукровому виробництві. - К.: УДУХТ, 2001.
- Лагода В.А., Рева Л.П., Хомічак Л.М., Штангеєва Н.І. Тлумачний словник з технології та обладнання бурякоцукрового виробництва. - К.: НУХТ, 2004.
- Купчик М.П., Рева Л.П., Штангеєва Н.І., Чернявська Л.І. Технологія цукристих речовин. - К.: НУХТ, 2007.
- Українець А.І., Штангеєва Н.І., Клименко Л.С. Технології цукропродуктів і цукрозамінників. К.: НУХТ, 2009.

## Відзнаки та нагороди
Штангеєва Надія Іванівна нагороджена медаллю «Ветеран праці», нагрудним знаком МОН України «Відмінник освіти», почесними грамотами МОН України.